# Arleigh Burke
Arleigh Albert Burke; född 19 oktober 1901 i Boulder, Colorado, död 1 januari 1996 i Bethesda, Maryland; var en amiral i USA:s flotta.
Burke erhöll Navy Cross för sina insatser i Stilla havet under andra världskriget och innehade befattningen som Chief of Naval Operations (CNO), den högsta yrkesmilitära posten i flottan med ledamotskap av Joint Chiefs of Staff, från 1955 till 1961.
Arleigh Burke-klassen är namngiven efter honom.

## Biografi
Arleigh Burke föddes 1901 till bonden Oscar Burke och hustrun Clara, född Mokler. Farfadern var emigrant från Sverige (Hudene socken i Västergötland) och vars efternamn ursprungligen var Björkegren. Efternamnet ändrades till det fonetiskt närliggande Burke på förslag av irländska kollegor.
På grund av att skolorna var stängda i Colorado under pandemin med Spanska sjukan tog han aldrig någon examen från high school, men den flitige bondsonen nominerades av traktens lokala kongressledamot till en plats vid United States Naval Academy. Burke avlade examen från United States Naval Academy i Annapolis 1923. På examensdagen gifte han sig med Roberta, född Gorsuch, men paret fick aldrig några barn. Under 1920-talet tjänstgjorde Burke på flera slagskepp och jagare. 1931 tog han en masterexamen i kemiteknik vid University of Michigan. När andra världskriget bröt ut tjänstgjorde han vid kanonfabriken på Washington Navy Yard och inte förrän 1943 kunde Burke, efter egna påtryckningar, överföras till fartygstjänst.
I Stilla havskriget förde han befäl över flera jagardivisioner. Som chef för Destroyer Squadron 23 erhöll han smeknamnet "31 knops Burke" (engelska: 31-Knot Burke) och deltog i fler än 20 sjöslag. Under Burkes befäl sänkte Destroyer Squadron 23 sammanlagt 1 kryssare, 9 jagare, 1 ubåt samt ungefär 30 flygplan från den Kejserliga japanska flottan.
Burke var inblandad som stabsofficer i den försvarspolitiska striden och rivaliteten mellan flottan och USA:s flygvapen som benämnts som amiralernas revolt, men klarade sig till slut helskinnad ur detta. Det krävde dock intervention från högsta ort: USA:s president Harry S. Truman, på inrådan av amiral Forrest P. Sherman, för att Burke inte skulle avföras från befordringslistan.
President Dwight Eisenhower utsåg konteramiral Burke 1955 till CNO och fyrstjärnig amiral, trots att det fanns 92 mer seniora amiraler i flottan. Burke har kallats för "den siste CNO", då befattningen i och med 1958 års Department of Defense Reorganization Act förlorade den operativa befälsrätten över flottans sjöstridskrafter. Som CNO vidhöll han i motvind flottans traditionella uppfattning att centralisering inom USA:s försvarsdepartement var negativ. Under Burkes tid som CNO togs den första fartygsklassen (George Washington-klass) med atomubåtar bestyckade med ballistiska robotar i drift. USA:s försvarsminister Thomas S. Gates inrättade en gemensam planeringsstab mellan flygvapnets Strategic Air Command (SAC) och flottan för att jämka val av mål i händelse av kärnvapenkrig. Joint Strategic Target Planning Staff (JSTPS). Även om Burke lyckades hindra SAC från att få befäl över ubåtarna såg han det som ett misslyckande att den förlades till SAC:s högkvarter på Offutt Air Force Base i Nebraska då det gav dem ett övertag.
Efter pension 1961 var han medgrundare till tankesmedjan Center for Strategic and International Studies (CSIS). Amiral Burke var USA:s president Richard Nixons representant vid kung Gustaf VI Adolfs begravning i Stockholm 1973. 1977 erhöll han presidentens frihetsmedalj av Gerald Ford. Burke var även initiativtage till United States Navy Memorial vid Pennsylvania Avenue i Washington, D.C.

## Referenser

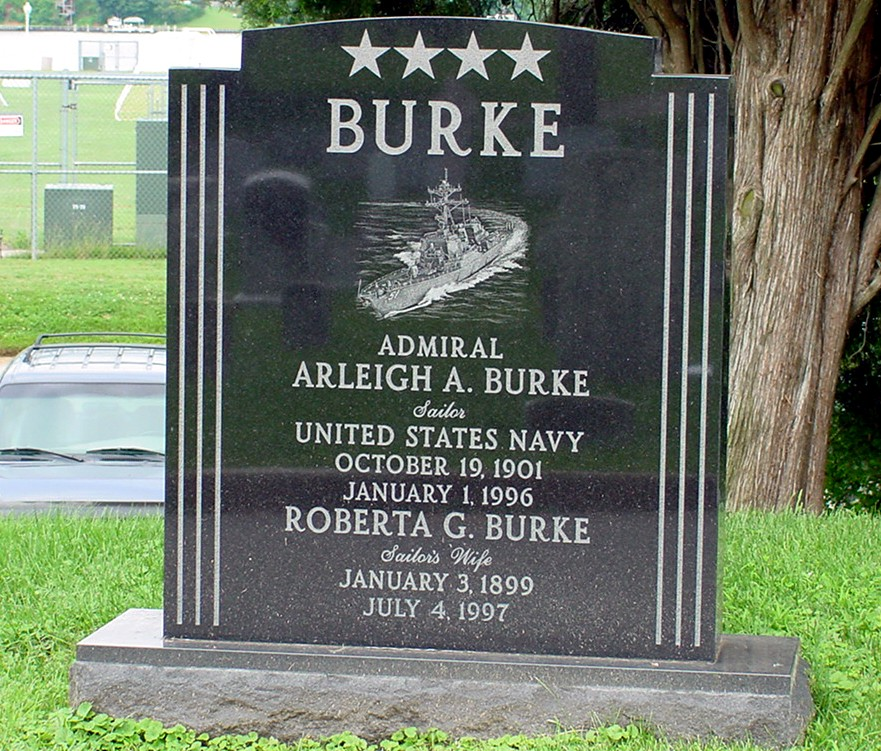
Gravsten på United States Naval Academy Cemetery.